# فوسفلوكونازول
فوسفلوكونازول Fosfluconazole  هو دواء ذو اسم دولي غير مسجل الملكية
هو طليعة دواء فوسفاتية لفلوكونازول منحلة بالماء، وهو تريآزول مضاد للفطريات يستعمل لعلاج والوقاية من الامراض الفطرية الجهازية والسطحية.

## آلية العمل
إن الرابطة الفوسفاتية الاسترية تهدرج بفعل الفوسفاتاز، الانزيم الذي يزيل مجموعة الفوسفات من الركازة بهدرجة حمض الفوسفوريك مونوإسترز إلى شاردة فوسفات مع جزيء يحوي مجموعة هدروكسيل حرة. المركب الدوائي في عملية المعالجة يجب أن يجري تحويل كيميائي عن طريق عمليات الأيض قبل أن يصبح الدواء الصيدلاني فعال والذي هو دواء مساعد.
وكانت أول دراسة بشكل عشوائي على الفوسفلوكونازول، دراسة على المعالجات المتعددة 1000 ملغ و 800 ملغ فوسفلوكونازول FLCZ أظهرت نتائج مكافئة نظامية لFLCZ. وقد تم تحقيق تركيزات FLCZ في البلازما حالة مستقرة أقرب عندما استخدمت جرعتين التحميل.